# Смоленский метромост
Смоле́нский метромо́ст в Москве — однопролётный стальной арочный метромост через Москву-реку, расположенный между станциями «Смоленская» и «Киевская» Филёвской линии Московского метрополитена. Является старейшим метромостом в России. Движение поездов до станции «Киевская» открыто 20 марта 1937 года.

## История
Авторы проекта — инженеры Н. П. Поликарпов, П. К. Антонов, архитекторы братья Константин Яковлев и Юрий Яковлев. Консультанты проекта — профессора МИИТ Николай Стрелецкий и Георгий Евграфов. Перед началом строительства второй очереди метрополитена был проведён конкурс проектов оформления моста, и из предложенных вариантов был избран самый скромный. Мост украшен лишь стальной эмблемой метрополитена в замке свода и чугунными вазами на береговых устоях.
Мост двухпутный, с шириной междупутья 3,55 м. Трасса его в целом прямолинейная, а на правом берегу при выходе с моста начинается кривая малого радиуса — трасса уходит на юг, к Киевскому вокзалу.
В основе моста — две пологие главные арки, длиной 150,0 м со стрелой подъёма 11,04 м (7,4 %). Максимальная высота П-образного профиля арки 2,7 м (1,2 м у шарниров). Расстояние между арками — 9,5 м. Арки были выполнены по круговым лекалам, а после нагружения верхним строением пути приняли проектную параболическую форму. Материал — Сталь 5 (для второстепенных деталей — Сталь 3). Помимо главного пролёта, мост имеет пять береговых железобетонных арок, полная схема пролётов 19,225 + 20,5 + 19,225 + 150,0 + 19,225 + 19,225 м.
Речные устои моста опираются на массивные плоские кессоны, каждый размером 40,0×17,5 м (площадь свыше 700 м²), заглублённые до известняковой плиты (глубина около 15 м).
5 апреля 1953 года движение поездов Арбатско-Покровской линии было переведено на новую трассу глубокого заложения, регулярное движение по мосту прекращено. Оно было возобновлено 7 ноября 1958 года с открытием новой Филёвской линии, использовавшей метромост и станции 1935 и 1937 годов постройки.
В 1982 году подходы к мосту были накрыты шумопоглощающим бетонным коробом, открытыми остались только участки над набережными и над рекой.
В 1985 году был проведён капитальный ремонт моста. С 1 апреля по позднюю осень (с перерывом на время Всемирного фестиваля молодёжи и студентов) движение поездов на участке Филёвской линии «Калининская» — «Киевская» было закрыто.
В 2005—2012 годах подход к мосту со стороны станции «Смоленская» был встроен в здание тяговой подстанции Т-5. Старое здание подстанции, находившееся неподалёку, снесено. Освободившаяся земля отдана под строительство коммерческой недвижимости.
В 2019 году на мосту была установлена уникальная динамическая подсветка, которая подстраивается под длину светового дня. Подсветка работает в нескольких режимах: будничном, вечернем и праздничном. На нём также восстановили историческую схему освещения, которая дополняет современную подсветку или работает отдельно от неё. Специалисты установили антислепящие козырьки, отсекающие лишний световой поток, чтобы яркость не мешала машинистам и пассажирам метро.

## В кино
- В одном из кадров документального фильма Дзиги Вертова «Колыбельная» (1937), посвящённого достижениям Советской власти за 20 лет, можно увидеть поезд, въезжающий на Смоленский метромост.
- В фильме «Верные друзья» показан Смоленский метромост на фоне строящейся гостиницы «Украина». Также показана панорама метромоста с 32-го этажа строящейся гостиницы.
- Береговую часть моста со стороны Смоленской и проезжающие по ней поезда можно видеть в фильме «Берегись автомобиля».
- В фильме «Семь нянек» показаны виды набережной и Москвы-реки из окна поезда метро, когда поезд въезжает на Смоленский метромост.
- В фильме «Джентльмены удачи» показаны виды набережной и Москвы-реки, а также здание Министерства иностранных дел.
- В фильме «Опасные друзья» показан Смоленский метромост на фоне праздничной иллюминации и салюта.
- В фильме «Страховой агент» показан Смоленский метромост из окна кабины машиниста.
- В начальных кадрах художественного фильма режиссёра Григория Александрова «Скворец и Лира» (1974 год) показаны кадры с метромостом и поездами метро на нём.
- В фильме «Ехали в трамвае Ильф и Петров» показан панорамный вид во время проезда поезда по мосту.

## В музыке
- Смоленский метромост с проезжающими по нему поездами показан в начале и в конце клипа на песню Валерия Сюткина «42 минуты» (1996 год).